# 阿尔门德拉尔德拉卡尼亚达
阿尔门德拉尔德拉卡尼亚达，是西班牙卡斯蒂利亚-拉曼恰托莱多省的一个市镇。总面积34平方公里，总人口398人（2001年），人口密度12人/平方公里。